# Auriane Velten
Œuvres principales
- After® (2021)

Auriane Velten est une autrice des littératures de l'imaginaire et journaliste française, née en 1991 en Alsace.

## Biographie
Auriane Velten étudie la sociologie et l'anthropologie puis le journalisme. Elle est diplômée à l'Université Lumière Lyon 2 en 2012 et à l'ESJ Paris en 2014.
Son premier roman, After®, sort en avril 2021 chez Mnémos. Récit de science-fiction post-apocalyptique, il est rédigé en écriture inclusive, un choix lié au fonctionnement de l'univers fictionnel qui y est développé,. Il remporte le Prix Utopiales 2021, et est sélectionné pour le Prix Imaginales des Lycéens 2022.
Auriane Velten publie ensuite Cimqa, en 2023, chez Mnémos. Il est sélectionné pour le prix Libr'à Nous 2024.
Son quatrième roman, C'est-comme-ça, paru en 2025 chez Mnémos, a pour thème central les croyances religieuses et sociales.

## Œuvres
- After®, Mnémos, 2021, 228 p.  (ISBN 9782354088408)Réédition, Folio, Coll. Folio SF, 2022, 288 p. (ISBN 9782072957529). Prix Utopiales 2021.
- Cimqa, Mnémos, 2023, 304 p.  (ISBN 9782382670866)Réédition, Folio, Coll. Folio SF, 2025, 418 p. (ISBN 9782073061911)
- Ainsi soient-illes, YBY Éditions, 2024, 364 p.  (ISBN 9782493447555)
- C'est-comme-ça, Mnémos, 2025, 336 p.  (ISBN 9782382671788)